# Aleksandr Mosólov
Aleksandr Vasílievich Mosólov (Kiev, 11 de agosto de 1900 - Moscú, 22 de julio de 1973) (en ruso: Александр Васильевич Мосолов) fue un compositor ruso, un importante vanguardista de la época soviética.

## Biografía
Aleksandr Mosólov fue hijo de un abogado, que lo dejó huérfano cuando solo contaba cinco años, y de una cantante del Teatro Bolshói. Durante la época de la revolución rusa 1917-1918 llegó a tener contacto personal con Lenin. Posteriormente prestó servicio en el ejército durante la Primera Guerra Mundial en el frente polaco y en Ucrania, resultando herido y siendo afectado por neurosis de guerra. A partir de 1920, trabajó como pianista en salas de cine mudo, y en 1922 ingresó en el Conservatorio de Moscú para estudiar bajo la dirección de Reinhold Glière y Nikolái Miaskovski, culminando sus estudios en 1925. Seguidamente  trabajó para la Asociación para la Música Contemporánea como director de música de cámara.
Sus obras han sido acusadas a menudo de cierto brutalismo y maquinismo. Su composición más famosa es la pieza para orquesta La Fundición de Hierro, también conocida como La Fundición de Acero, y un movimiento para un ballet titulado Acero (1927), el cual fue interpretado en todo el mundo. Más tarde cayó en desgracia por motivos políticos, y tras violentos ataques a su reputación fue expulsado de la Asociación de Música Contemporánea supuestamente a causa de su alcoholismo. Fue enviado a Armenia, Kirguistán, Turkmenistán y la república rusa del Daguestán para realizar estudios de música popular y componer una canción sobre Stalin.
En 1937, fue arrestado por propaganda antisoviética y condenado a 7 años de trabajos forzados. Gracias a la intervención de sus antiguos profesores fue puesto en libertad a los pocos meses, continuó sus actividades de estudio de música folclórica a pesar de su estado de salud. Le fue reiteradamente denegada su petición de audiencia por las autoridades soviéticas para lograr su rehabilitación completa. Poco después de su muerte su música comenzó a ser de nuevo apreciada y recuperada.

## Selección de obras

### Instrumental
- Sonata para piano n.º 2
- Sonata para piano n.º 4
- Sonata para piano n.º 5
- Nocturnos para piano
- Concierto para piano n.º 1
- La fundición de hierro
- Sinfonía n.º 3
- Sinfonía n.º 5
- Sinfonía n.º 6
- Alexander Mosolov - Concerto for Cello and Orchestra N.º 2 in D minor

Concierto para violín

### Óperas
- A Hero (Герой), ópera de cámara (1928)
- The barrage (Плотина – Plotina), libreto Ya. Zadykhin (1929-1930)
- A Signal (Сигнал), libreto O. Litovsky (1941)
- Masquerade (Маскарад), a partir de la obra de Mijaíl Lérmontov (c. 1944)

- Datos: Q918640